# Reinaldo Alagoano
Reinaldo Gonçalves Félix (* 13. April 1986 in Arapiraca), auch bekannt als Reinaldo Alagoano, ist ein ehemaliger brasilianischer Fußballspieler.

## Karriere
Reinaldo begann seine Karriere 2005 bei SC Corinthians Alagoano. 2008 wechselte er zum Erstligisten Cruzeiro EC. 2009 wurde er an dem Zweitligisten EC Bahia ausgeliehen. Sommer 2009 wechselte er zum spanischen Zweitligisten SD Huesca. 2010 wechselte er zum japanischen Vegalta Sendai. 2011 kehrte er nach Brasilien zurück. Danach spielte er bei AS Arapiraquense, Clube de Regatas Brasil und Central SC.